# Laboe
Laboe  (Ostseebad Laboe - Balneario Laboe) es una localidad alemana que se encuentra en el Distrito de Plön, en el estado federado de Schleswig-Holstein, Alemania. Está  situado en la Bahía de Kiel, en la costa del Mar Báltico.
- Datos: Q504740
- Multimedia: Laboe / Q504740

1. ↑  Worldpostalcodes.org, código postal n.º 24235.